# BYD F0
BYD F0 est une automobile de 4 places du constructeur automobile chinois BYD, sortie en septembre 2008, copiant la Toyota Aygo , Peugeot 107, Citroën C1 jusqu'à ses caractéristiques moteur. Son réservoir d'essence fait 30 litres. En 2014 elle a bénéficié d'un restylage à l'occasion du salon automobile de Pékin. Elle est disponible dans certains pays émergents comme l'Algérie ou la Colombie.